# Jackson Stewart (regista)
Jackson Stewart (Tucson, 17 febbraio 1985) è un regista e sceneggiatore statunitense.

## Carriera
Inizia la sua carriera cinematografica come assistente del regista Stuart Gordon.
Nel 2016 esce nelle sale cinematografiche il suo primo film, Beyond the Gates con Barbara Crampton (anche produttrice del film già nota nel campo dell'horror per le numerose partecipazioni a film dell'orrore ed in particolar modo a quelli proprio di Stuart Gordon), Chase Williamson e Graham Skipper.
Nel 2017 annuncia l'uscita del sequel del suo primo film, Beyond the Gates 2. Il film sarà parzialmente ispirato ad uno dei film preferiti del regista, Nightmare 4 - Il non risveglio

## Filmografia

### Regista
- Sex Boss (corto, 2013)
- Ninja Master 4: The Possession (corto, 2015)
- Beyond the Gates (2016)
- Beyond the Gates 2 (in lavorazione)
- The Day After Halloween (in lavorazione)

### Sceneggiatore
- Supernatural (1 episodio, 2011)
- BlackBoxTV (1 episodio, 2012)
- Invasion Roswell (2013)
- The Cartridge (corto, 2013)
- Sex Boss (corto, 2013)
- Ninja Master 4: The Possession (corto, 2015)
- Beyond the Gates (2016)
- Beyond the Gates 2 (in lavorazione)

### Produttore
- Melvin (2009)
- Lullaby: Scoring Grace (documentario, 2009)

### Attore
- The Karth's House (corto, 2012)
- Scary Mask (corto, 2013)
- Dreams Never Ends (corto, 2013)